# Cantón de La Tour-d'Auvergne
El cantón de La Tour-d'Auvergne era una división administrativa francesa, que estaba situada en el departamento de Puy-de-Dôme y la región de Auvernia.

## Composición
El cantón estaba formado por ocho comunas:
- Bagnols
- Chastreix
- Cros
- La Tour-d'Auvergne
- Picherande
- Saint-Donat
- Saint-Genès-Champespe
- Trémouille-Saint-Loup

## Supresión del cantón de La Tour-d'Auvergne
En aplicación del Decreto n.º 2014-210 de 21 de febrero de 2014, el cantón de La Tour-d'Auvergne fue suprimido el 22 de marzo de 2015 y sus 8 comunas pasaron a formar parte del nuevo cantón de Le Sancy.